# Qトレイン
Qトレイン（キュートレイン）とは、2008年にタカラトミーが発売したリモコン式鉄道車両のおもちゃである。

## 概要
30代から40代までの成人男性をメインターゲットにした鉄道玩具である。低価格（税込2,415円）・簡単操作で鉄道模型気分を楽しめ、男性の鉄道模型に対する夢や憧れを実現させる“自遊時間”を提供することを目的とする。
鉄道車両をデフォルメ（長さ方向を短くしたショーティーとよばれるもの）したもので、レールがなくても専用コントローラーにより前進・後進・左右旋回等の操作をすることができる。操作可能な範囲は1.5m程度で、2列車まで同時に操作が可能である。
また、Nゲージのレールも走行可能で、小規模なジオラマを制作して楽しむこともできる。

## 製品
- EF81 81（北斗星）
- 485系L特急（雷鳥）
- EF66（あさかぜ）
- E233系（中央線）
- E231系（山手線）
- 113系（湘南色）
- E233系（京浜東北線。「コンパクトジオラマセット」に同梱）